# 노벨의 식탁
《노벨의 식탁》은 2006년 3월 19일부터 2006년 11월 18일까지 KBS 2TV에서 방영되었던 요리 프로그램이다. 2006년 2월 24일에 《노벨의 부엌》이라는 파일럿 프로그램으로 방영되었으며, 2006년 3월 19일에 정규 편성되었다.

## 기획의도
- 노벨 앙케트 : 매주 주제를 정해 시청자가 직접 뽑은 앙케트 베스트 5 요리 소개 (ex: 어버이날 부모님께 사드리고 싶은 요리 베스트 5)
- 도전! 노벨 요리상 : 시청자가 보내준 톡톡 튀는 요리 아이디어로 만드는 시청자를 위한 신 개념 요리 쇼!
  - 구성의 예
  - 노벨 요리상에 도전하는 요리 소개
  - 요리를 만들게 된 배경 VCR
  - 검증 1단계 : 본인이 만든 요리가 맞는가? 포함
  - 도전자 스튜디오 등장(도전자의 요리 검증)
  - 검증 2단계 : 가격의 경제성이 있는가?
  - 검증 3단계 : 누구나 만들 수 있어야 한다. 연예인 패널 네명이 2명씩 한 조가 되어 도전자의 요리를 조리법대로 만든 후 누구나 쉽게 만들 수 있는 요리인지 평가하는 단계로 4단계의 조리 과정을 거친다.
  - 검증 4단계 : 맛이 있어야 한다.
  - 패널의 요리가 완성되면 첫 번째로 도전자가 먹어보고 '내가 요리해 먹던 맛 그대로인가'를 확인한 후 연예인 두 팀 중 한 팀의 요리를 선정한다.
  - 도전자가 선택한 요리를 전문 감정단 5인의 평가 (의학 전문가, 요리 전문 기자, 푸드 스타일리스트, 인터넷 요리 스타, 맛 컨설턴트)
  - 전광판에 각각 점수 공개 - 개개인 20점 만점 총 100점 만점
  - 기준 점수 70점 이상 되어야 노벨 요리상 수상 가능
  - 기준 점수가 70점 미만이면 노벨 요리상 수상작 없음
  - 최종 점수 공개 및 노벨 요리상 수상 여부 결정

## 진행자
- 이혁재, 황수경